# Gil Tamari

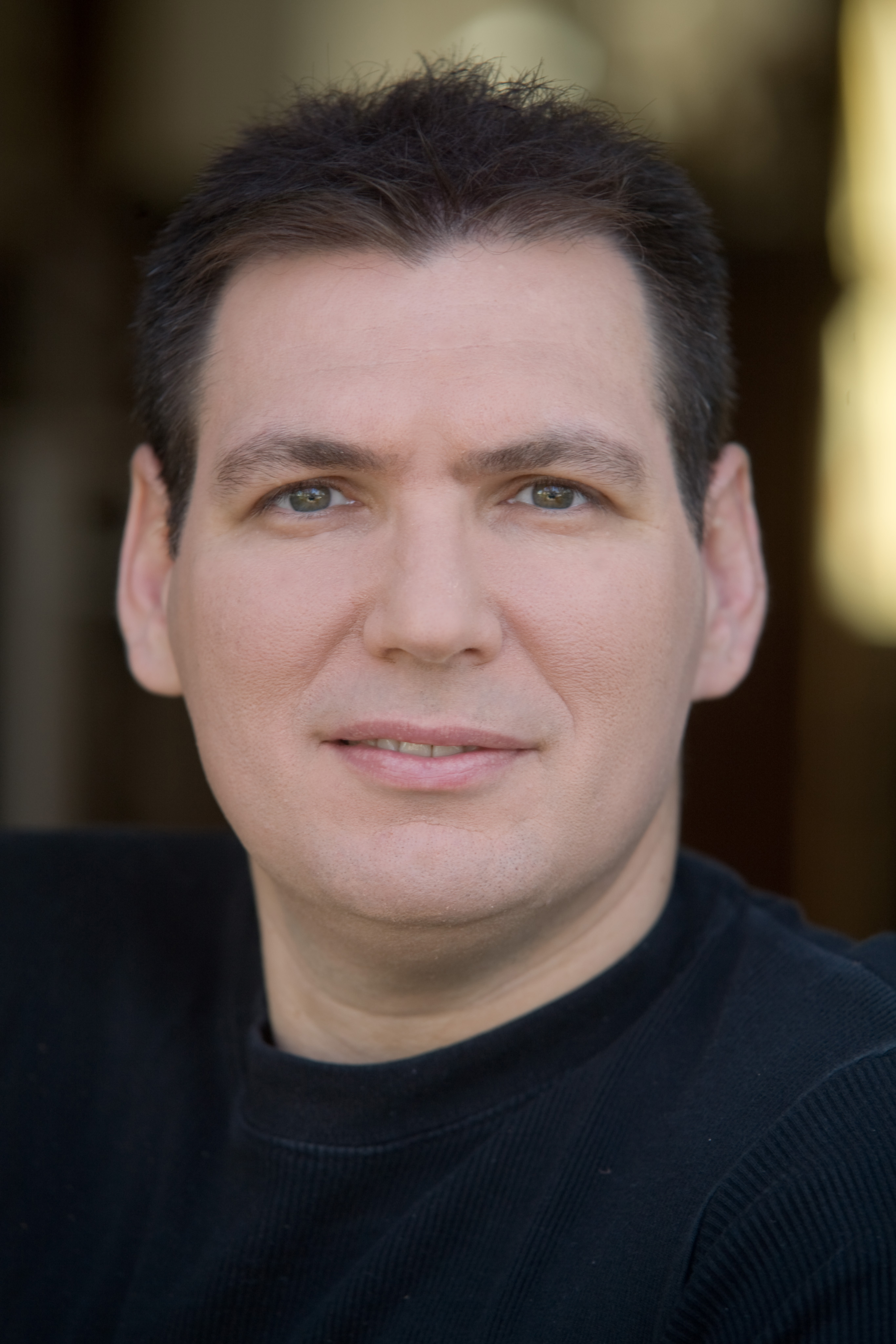
Gil Tamari (2008)

Gil Tamari (* 1967 in Tel Aviv) ist ein israelisch-US-amerikanischer Journalist. Er ist der erste jüdische Israeli, der einen Dokumentarfilm in Mekka gedreht hat.

## Leben
Der jüdische Journalist besitzt neben der israelischen auch die US-amerikanische Staatsbürgerschaft. Er schloss sein Studium der Wirtschaftswissenschaften und Management an der Universität Tel Aviv mit Auszeichnung ab und machte an derselben Universität einen Abschluss in Betriebswirtschaftslehre. Er begann seine journalistische Laufbahn Ende der 1980er Jahre als Korrespondent für Wirtschaftsangelegenheiten bei der IDF, wurde später zum Redakteur und Moderator der Tageszeitung ernannt und trat 1993 als Wirtschaftsreporter in die Belegschaft von Channel One ein wurde zum Redakteur und Moderator der Sendung „Good Morning Israel“ ernannt.
Tamri wurde 1998 im Auftrag des ersten Senders und der Voice of Israel als Korrespondent nach Washington entsandt, bis er 2002 in dieser Position von Yaron Dekel abgelöst wurde, aber er blieb, um in den Vereinigten Staaten zu leben und zu arbeiten. Ende des Jahres schloss er sich dem Team des neu gegründeten Senders Channel 10 an. Er war Mitbegründer von News 10 und wurde sofort zum Reporter für die zentrale Berichterstattung aus Washington ernannt. Während seiner Tätigkeit in den Vereinigten Staaten gehörte er zu den ersten Journalisten weltweit, die ihre journalistische Arbeit neben der Vorbereitung und Einreichung der Artikel auch filmten und ausstrahlten.
Nach der Fusion von Reshet und Channel 10 blieb er in seiner Position als Reporter in den Vereinigten Staaten bis Mitte 2021, als Nadav Eyal von seiner Position als Auslandsnachrichtenredakteur von News 13 zurücktrat und Gil Tamri ihn ersetzte[1]. Einige Monate nach Beginn seiner Tätigkeit in dieser Position kehrte er nach Israel zurück.
2004 gehörte er zu den Initiatoren der Herausgabe der hebräischen Ausgabe des Wirtschaftsmagazins „Forbes“ und wurde zum „International Editor“ des Magazins ernannt.
2011 schrieb Tamri einen Brief an das Büro des internationalen Spieleentwicklers Electronic Arts in Kalifornien und enthüllte versehentlich, dass das Unternehmen das neue Computerspiel Dead Space 3 entwickelte, das noch nicht angekündigt worden war. Die Offenlegung machte Schlagzeilen in der Welt der Computerspiele.
Auf dem Sender „Radio without a break“ sendete Tamari im Rahmen der Sendung „Mashal on the Morning with Nissim Mashal“ Berichte und Kommentare über das Geschehen in den Vereinigten Staaten.
Tamari berichtete regelmäßig über den Präsidentschaftswahlkampf 2012 in den Vereinigten Staaten und startete sogar einen Videoblog zu diesem Thema auf YouTube, den er regelmäßig aktualisiert. Später berichtete er auch über den US-Präsidentschaftswahlkampf 2016.
Im Rahmen seiner Tätigkeit als Reporter in den Vereinigten Staaten interviewte Tamri hochrangige amerikanische Persönlichkeiten und Politiker und berichtete über wichtige Ereignisse. Nach der Unterzeichnung des Wye-Abkommens im Jahr 1998 führte Tamri ein exklusives Interview mit Außenministerin Madeleine Albright. Er berichtete über die Konferenz von Camp David (2000) und erhielt ein exklusives Interview mit US-Präsident Bill Clinton. Außerdem machte er Berichterstattung über die Terroranschläge am 11. September 2001 und den Irakkrieg. Tamri interviewte auch US-Präsident George W. Bush, Außenministerin Condoleezza Rice und Verteidigungsminister Donald Rumsfeld. Er interviewte auch Barack Obama, als dieser Senator und Präsidentschaftskandidat war. Tamri war der einzige Israeli, der bei der Versammlung der Vereinten Nationen im Jahr 2006 eine Frage an den iranischen Präsidenten Mahmud Ahmadineschad richtete und von ihm eine Antwort erhielt. 2007 richtete Tamri erneut eine Frage an ihn, während er eine Pressekonferenz in New York abhielt, aber seine Frage wurde nicht beantwortet.
Tamri war der einzige Journalist, der ein Fernsehinterview mit dem israelischen Astronauten Ilan Ramon führte, als er 2003 an Bord der Raumfähre Columbia war. Dieses Interview wurde in der Hauptausgabe von Channel 10 ausgestrahlt, die einige Tage zuvor gestartet war. Tamri interviewte auch Königin Nūr von Jordanien und Hollywoodstars wie John Travolta, Angelina Jolie, Brad Pitt und schaffte es auch, ein kurzes und spontanes Interview mit Barbra Streisand zu führen, die normalerweise keine Interviews gibt, nachdem sie Ende 2011 bei einer Spendenaktion für die die IDF in Los Angeles gesungen hatte.
Um über einen Saudi-Arabien-Besuch des US-Präsidenten Joe Biden im Juli 2022 zu berichten, reiste Gil Tamari mit seinem US-Reisepass und einem gültigen Visum legal ein. Während seines Aufenthalts reiste er illegal nach Mekka und drehte dort eine Dokumentarfilm. Der Zugang wurde ihm von einem saudi-arabischen Helfer ermöglicht. Die Dokumentation wurde vom israelischen Nachrichtensender Channel 13 News am 18. Juli 2022 ausgestrahlt. Der einheimische Helfer wurde nach der Ausstrahlung von der saudi-arabischen Polizei festgenommen. Laut islamischem Recht und saudi-arabischem Gesetz ist es Nicht-Muslimen verboten, die beiden Heiligen Stätten des Islams Mekka und Medina zu betreten. Allen, die gegen dieses Gesetz verstoßen, droht in Saudi-Arabien Verhaftung und Bestrafung.